# Delia serrulata
Delia serrulata este o specie de muște din genul Delia, familia Anthomyiidae, descrisă de Griffiths în anul 1991.
Este endemică în Manitoba. Conform Catalogue of Life specia Delia serrulata nu are subspecii cunoscute.